# Bichet (médecin)
Pour les articles homonymes, voir Bichet.
Bichet (prénom inconnu) est un médecin de Louis XV enfant, des princes et princesses de la famille royale, dans la seconde moitié du XVIIIe siècle. Il devient chirurgien major des hôpitaux en France et en Espagne.

## Œuvres
- Observations sur l’art des accouchements, Paris, 1758, 1760.

## Sources
- « Bichet (…) », Nouvelle Biographie générale Hoefer, 1855, t. 6, col. 20.